# Нью-Гемпстед (Нью-Йорк)
Нью-Гемпстед (англ. New Hempstead) — селище (англ. village) в США, в окрузі Рокленд штату Нью-Йорк. Населення — 5463 особи (2020).

## Географія
Нью-Гемпстед розташований за координатами 41°8′45″ пн. ш. 74°3′4″ зх. д. / 41.14583° пн. ш. 74.05111° зх. д. (41.145709, -74.051034).  За даними Бюро перепису населення США в 2010 році селище мало площу 7,42 км², з яких 7,39 км² — суходіл та 0,03 км² — водойми.

## Демографія
Згідно з переписом 2010 року, у селищі мешкали 5132 особи в 1265 домогосподарствах у складі 1117 родин. Густота населення становила 692 особи/км².  Було 1306 помешкань (176/км²).
Расовий склад населення:
| - 71,6 % — білих - 16,0 % — чорних або афроамериканців - 6,8 % — азіатів - 0,1 % — корінних американців - 3,5 % — осіб інших рас |

До двох чи більше рас належало 2,0 %. Частка іспаномовних становила 9,3 % від усіх жителів.
За віковим діапазоном населення розподілялося таким чином: 37,4 % — особи молодші 18 років, 52,9 % — особи у віці 18—64 років, 9,7 % — особи у віці 65 років та старші. Медіана віку мешканця становила 29,4 року. На 100 осіб жіночої статі у селищі припадало 99,6 чоловіків;  на 100 жінок у віці від 18 років та старших — 98,0 чоловіків також старших 18 років.
Середній дохід на одне домашнє господарство  становив 126 439 доларів США (медіана — 107 875), а середній дохід на одну сім'ю — 131 071 долар (медіана — 109 208). Медіана доходів становила 50 079 доларів для чоловіків та 55 139 доларів для жінок. За межею бідності перебувало 3,2 % осіб, у тому числі 1,4 % дітей у віці до 18 років та 9,9 % осіб у віці 65 років та старших.
Цивільне працевлаштоване населення становило 2310 осіб. Основні галузі зайнятості: освіта, охорона здоров'я та соціальна допомога — 30,3 %, науковці, спеціалісти, менеджери — 12,4 %, роздрібна торгівля — 10,0 %, мистецтво, розваги та відпочинок — 7,7 %.